# زینیدا گیپیوس
زینیدا نیکولایونا گیپیوس (هیپیوس) ((روسی: Зинаи́да Никола́евна Ги́ппиус؛ IPA: [zʲɪnɐˈidə nʲɪkɐˈlajɪvnə ˈɡʲipʲɪus] (); ۲۰ نوامبر [سبک قدیمی: ۸ نوامبر] ۱۸۶۹ – ۹ سپتامبر ۱۹۴۵) یک زن شاعر، نمایشنامه‌نویس، رمان‌نویس، ویرایشگر و اندیشمند دینی اهل روسیه بود. او یکی از چهره‌های اصلی در نمادگرایی روسی به‌شمار می‌رود. داستان ازدواج او با دیمیتری میرژکوفسکی که ۵۲ سال به طول انجامید، در کتاب ناتمام وی «دمیتری مرژکوفسکی» (پاریس، ۱۹۵۱؛ مسکو، ۱۹۹۱) شرح داده شده‌است.